# Nordborg
Nordborg est une ville du Danemark. Elle abrite notamment le siège social de l’entreprise Danfoss.
Sa population était de 5 758 habitants en 2021.

## Géographie
On y trouve le phare de Nordborg.